# Боричево
Боричево (словен. Boričevo) — поселення в общині Ново Место, регіон Південно-Східна Словенія, Словенія. Висота над рівнем моря: 196,1 м.